# Luiz Amadeu Capriglione
Luiz Amadeu Capriglione (Mococa, 23 de agosto de 1901 – Rio de Janeiro, 20 de agosto de 1953) foi um médico brasileiro.
Formado pela Faculdade de Medicina do Rio de Janeiro em 29 de dezembro de 1923. Foi eleito membro da Academia Nacional de Medicina em 1940, assumindo a Cadeira 16, que tem Érico Marinho da Gama Coelho como patrono.